# Pajarico
Pajarico es una película española de 1997 dirigida por Carlos Saura, con guion del propio director.

## Sinopsis
Mientras sus padres se están divorciando mandan a Manu, un niño de 10 años, a Murcia para pasar el verano con su familia paterna. Allí empieza a descubrir los misterios y problemas de la vida adulta observando a sus familiares, junto a su prima Fuensanta, de su misma edad.

## Reparto
- Francisco Rabal - abuelo;
- Alejandro Martínez - Manuel;
- Dafne Fernández - Fuensanta;
- Eusebio Lázaro - tío Fernando;
- Manuel Bandera - tío Juan;
- Juan Luis Galiardo - tío Emilio;
- Eulalia Ramón - tía Margarita;
- María Luisa San José - tía Beatriz;
- Violeta Cela - tía Lola;
- Paulina Gámez - tía Marisa;
- Eva Marciel - Loli;
- Rafael Álvarez - vagabundo;
- Israel Rodríguez - Emilio;
- Rebeca Fernández - Amalia.
- Andrea Granero - 	Sofía.
- Borja Elgea - Tony.